# Aeroparque Juan Pablo II
El Parque Juan Pablo II, o Aeroparque Juan Pablo II es un parque acuático, ubicado en la ciudad colombiana de Medellín, al lado del Aeropuerto Olaya Herrera. Cuenta con piscinas, toboganes de olas, un sendero para la práctica de los deportes sobre ruedas, un coliseo y una concha acústica.

## Orígenes
En 1986 aterrizó el papa Juan Pablo II en el Aeropuerto Olaya Herrera. Para esta visita papal, el Municipio realizó algunas mejoras a este terminal aéreo, que fue remplazado por el aeropuerto José María Córdova de la cercana ciudad Rionegro. La idea era convertir el viejo aeródromo en un parque para la ciudad y terminar del todo con las operaciones aéreas en esta zona.
No obstante, y tras una gran polémica, se logró un consenso para que se realizaran ambas cosas: el parque y la conservación del aeródromo, previas mejores adaptaciones a la aeronáutica contemporánea.

## Extensión y atracciones
Ocupa 17 hectáreas, y está adecuado especialmente como centro recreativo atlético, con piscinas, canchas para la práctica de diferentes disciplinas atléticas, pista de trote y ciclovía.
También ofrece otras distracciones acuáticas como toboganes, y posee juegos infantiles, zonas verdes, jardines, cafetería y restaurante, servicios públicos y concha acústica.